# هیلدا گیرینگر
هیلدا گیرینگر (انگلیسی: Hilda Geiringer؛ ۲۸ سپتامبر ۱۸۹۳ – ۲۲ مارس ۱۹۷۳) ریاضی‌دان، استاد دانشگاه، و کارشناس آمار اهل ایالات متحده آمریکا بود.